# 1934년 네팔-비하르 지진
1934년 네팔-비하르 지진은 1934년 1월 15일 오후 2시 13분 (현지 시간) 인도와의 국경에 가까운 네팔 동부에서 발생한 규모 8.1의 지진이다. 인도 비하르 주 북부와 네팔에 막대한 피해를 가져왔다. 사망자 및 실종자 수는 1934년 던(Dunn)이 작성한 문서에 따르면 약 10,500명으로 되어 있지만 당시 네팔은 외국인의 입국을 금하는 쇄국 정책을 채택하고 있었기 때문에 네팔에서의 정확한 사망자 수는 알려져 있지 않다. 1935년 브렛(Brett)이 작성한 문서에 따르면 인도 비하르 주에서 사망자 수를 7,253명으로 보고하였다.

## 같이 보기
- 2015년 4월 네팔 지진